# Július Bukovinský
Július Bukovinský (Užhorod, 11 ottobre 1903 – Košice, 31 agosto 1975) è stato un pittore slovacco.

## Biografia
Acquisì le basi della pittura da suo padre Július Virágh a Mukačevo. Dal 1922 al 1927 studiò a Baia Mare in una colonia artistica con István Réti e János Thorma. Dopo gli studi, lavorò a Mukačevo. Dal 1934 si trasferì a Košice. Prese parte a mostre dell'Associazione degli artisti figurativi della Subcarpazia. Negli anni 1936-38 fu membro dell'Associazione degli artisti slovacchi. Negli anni 1938-45, epoca dell'occupazione ungherese di Košice in seguito al Secondo arbitrato di Vienna, fu membro dell'Associazione degli artisti ungheresi, con la quale espose. Partecipò agli eventi della Galleria d'arte Műcsarnok. Nel 1945, come membro fondatore dell'associazione Svojina, divenne membro dell'Associazione degli artisti slovacchi. Tenne mostre personali a Mukačevo (1928), Levoča, Michalovce, Prešov (1937). Partecipò anche a mostre collettive a Bratislava (1946), Košice (1963), Šaca (1963), Banská Bystrica, Lučenec, Poprad, Trenčín, Trnava. 
I suoi esordi creativi lo videro soprattutto nel ruolo di paesaggista. Negli anni 1929-1933 realizzò una serie di paesaggi espressivi impressionisti, ritratti e composizioni figurative, con una marcata coloritura sociale. La raffigurazione della gente dei villaggi divenne un elemento importante. Una fonte di idee altrettanto importante per Bukovinský furono le vedute della città di Košice e dei suoi monumenti storici. Molte opere su questo tema furono esposte in fabbriche e stabilimenti industriali.
Lo Stato gli conferì il titolo di artista meritevole.